# 河西乡 (麟游县)
河西乡是中国陕西省宝鸡市麟游县下辖的一个乡。

## 行政区划
河西乡下辖以下行政区：
三义村、合阳村、河西村、常村